# Skedevi kyrka
Skedevi kyrka ligger i Skedevi socken i Finspångs kommun och tillhör Finspångs församling, Linköpings stift. Vid kyrkans östra sida ligger sjön Tisnaren.

## Kyrkobyggnaden
Under 1200-talets början uppfördes här en träkyrka. Under slutet av 1400-talet uppfördes en stenkyrka runt om den befintliga träkyrkan som lär ha varit i bruk under byggnadstiden. Vid korets nordsida byggdes sakristia och i söder ett vapenhus. Nya kyrkan saknade dock torn. Under 1600-talets senare hälft byggdes ett nytt tresidigt kor. Åren 1775 till 1777 byggde man till ett kyrktorn i väster som har fått förbli oförändrat till våra dagar. Vid 1800-talets början hade befolkningen blivit så talrik att kyrkan inte längre räckte till. Åren 1803 till 1807 genomfördes en genomgripande ombyggnad efter ritningar av arkitekt Olof Tempelman. Koret från 1600-talet revs och tvärskepp byggdes till åt norr och söder. Tillkomsten av tornet och tvärskeppen gav kyrkan dess nuvarande gustavianska karaktär.

## Inventarier
- Vid norra långsidan finns predikstolen som skänktes till kyrkan 1681.
- Dopfunten av mässing är skänkt till kyrkan 1701 och är placerad i södra korsarmen.
- Altaruppsatsen är skänkt till kyrkan 1716.
- I norra korsarmen finns en tidigare altartavla med motivet "Nattvarden", som är målad 1844 av Gustaf Adolf Engman.

## Orgel
- 1706 bygger Johan Agerwall, Söderköping en orgel.
- 1754 bygger Gustaf Lagergren (organist) en orgel med 9 stämmor. Det kostar 1500 daler.[1]
- 1826 bygger Pehr Zacharias Strand, Stockholm en orgel med 15 stämmor.
- 1916 bygger Olof Hammarberg, Göteborg en orgel med 29 stämmor fördelade på två manualer och pedal.
- 1975 bygger Olof Hammarberg en mekanisk orgel med ett tonomfång på 56/30. Fasaden är från 1826 års orgel.

Disposition:
| Huvudverk I     | Svällverk II    | Pedal           | Koppel |
| Principal 8'    | Gedakt 8'       | Subbas 16'      | I/P    |
| Rörflöjt 8'     | Fugara 8'       | Principalbas 8' | II/P   |
| Oktava 4'       | Principal 4'    | Gedaktbas 4'    | II/I   |
| Traversflöjt 4' | Koppelflöjt 4'  | Oktavbas 4'     |        |
| Kvinta 2 2/3'   | Waldflöjt 2'    | Alikvot II      |        |
| Oktava 2'       | Nasat 1 1/3'    | Rauschkvint III |        |
| Mixtur V        | Sesquialtera II | Fagott 16'      |        |
| Trumpet 8'      | Scharf III      |                 |        |
|                 | Zinka 8'        |                 |        |
|                 | Tremulant       |                 |        |

### Fotnoter
1. ↑  Abr. Hülphers, Historisk Afhandling om Musik och Instrument särdeles om Orgwerks Inrättningen i Allmänhet jemte Kort Beskrifning öfwer Orgwerken i Swerige (1773), s. 268.